# Катрин Блюм
«Катрин Блюм» (фр. Catherine Blum) — повесть французского писателя Александра Дюма-отца, опубликованная в 1853—1854 годах. Её действие происходит в современную писателю эпоху. Повесть считается классикой детективного жанра.

## Сюжет и история текста
Действие повести происходит в 1829 году в Вилле-Котре — родном городе Александра Дюма, расположенном недалеко от Парижа. Главные герои — лесничий Бернар Ватрен и его двоюродная сестра Катрин Блюм, которые любят друг друга. Сводный брат героев по имени Матье из зависти пытается разрушить их счастье. Он вызывает у Бернара ревность к богатому парижанину Луи Шоле, потом стреляет в Луи из ружья Бернара, рассчитывая таким образом избавиться от обоих. Луи остаётся в живых, а другу Бернара по имени Франсуа удаётся благодаря логическим умозаключениям расследовать преступление и доказать вину Матье. Последний отправляется на каторгу, Бернар женится на Катрин.
Почти все описанные в повести события происходят в доме лесничего (только в одном случае место действия — деревенская площадь). Важное место в «Катрин Блюм» содержит описание местных нравов, хорошо знакомых автору со времён его детства. Поскольку в повести описываются попытка убийства и расследование, её считают первым произведением детективного жанра.
Дюма написал «Катрин Блюм» в Брюсселе в период между 1851 и 1854 годами, приблизительно в одно время с мемуарами и романами «Графиня де Шарни» и «Исаак Лакедем». Повесть была опубликована в 1853—1854 годах в газете Le Pays. В 1854 году в парижском издательстве Cadot вышло отдельное издание.